# Ma sorcière bien-aimée
Pour les articles homonymes, voir Ma sorcière bien-aimée (homonymie) et Bewitched.
Ma sorcière bien-aimée (Bewitched) est une série télévisée américaine en 254 épisodes de 25 minutes, dont 74 en noir et blanc (puis colorisés), créée par Sol Saks (en) et diffusée du 17 septembre 1964 au 25 mars 1972 sur le réseau ABC.
En France, une sélection de treize épisodes de la première saison est diffusée à partir du dimanche 17 juillet 1966 sur la première chaîne de l'ORTF.
Dans les autres pays francophones : au Québec, la série est diffusée à partir du lundi 20 septembre 1965 à Télé-Métropole pour les trois premières saisons, puis les cinq saisons suivantes à partir du 16 septembre 1968 à la Télévision de Radio-Canada - en rediffusion dès le 4 septembre 1995 sur Canal Famille et dès 2009 sur Prise 2 ; en Suisse, sur la chaîne publique TSR1 dès le 2 janvier 1966 ; en Belgique, sur la RTB dès le 1er juin 1966 puis sur RTL tvi ; à Monaco sur TMC à partir du 26 août 1968 et enfin au Luxembourg dès le 5 septembre 1969 sur Télé Luxembourg puis RTL Télévision ou encore sur RTL TV jusqu'en 1994.

## Synopsis

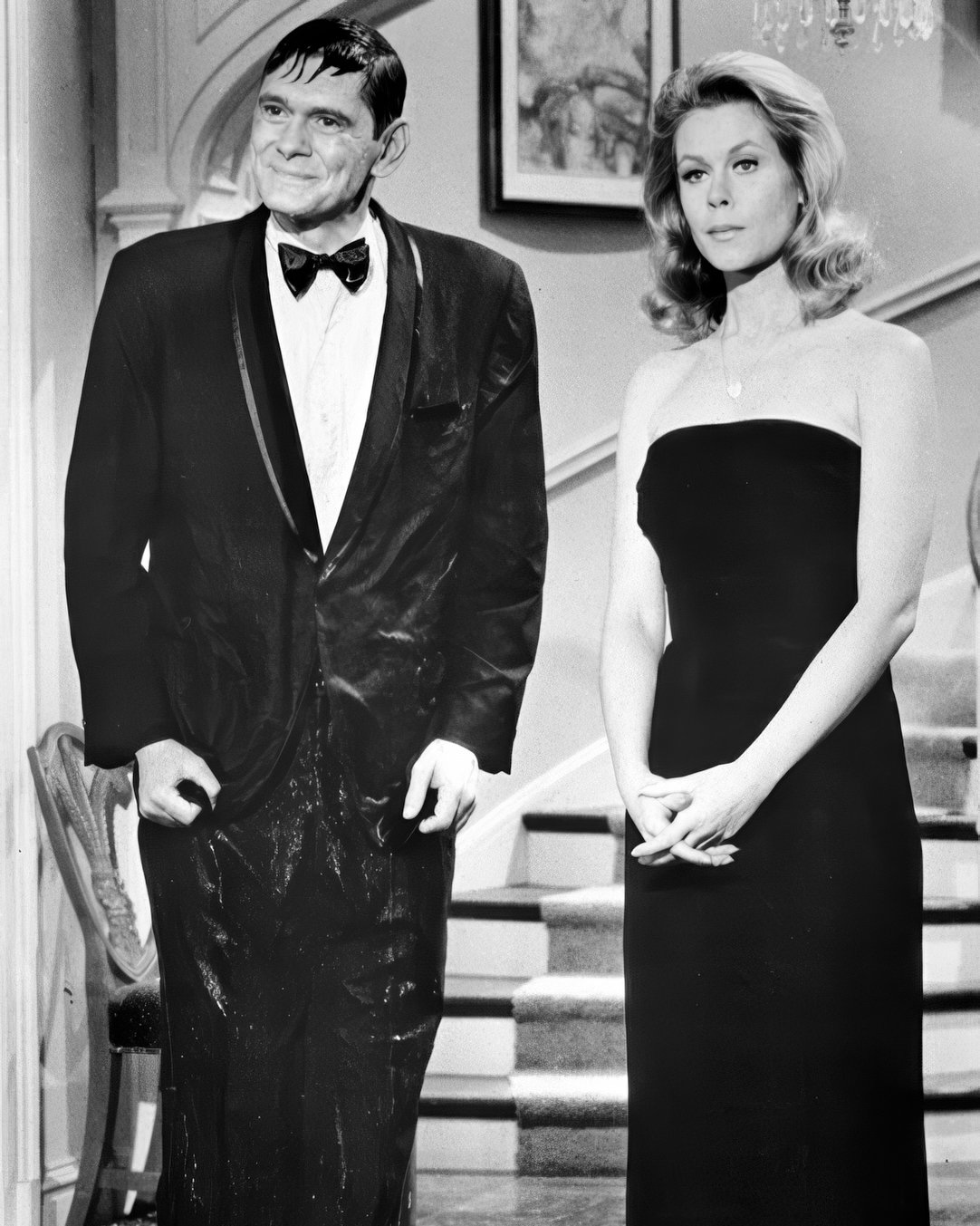
Dick York (Jean-Pierre) et Elizabeth Montgomery (Samantha) dans la série en 1968.

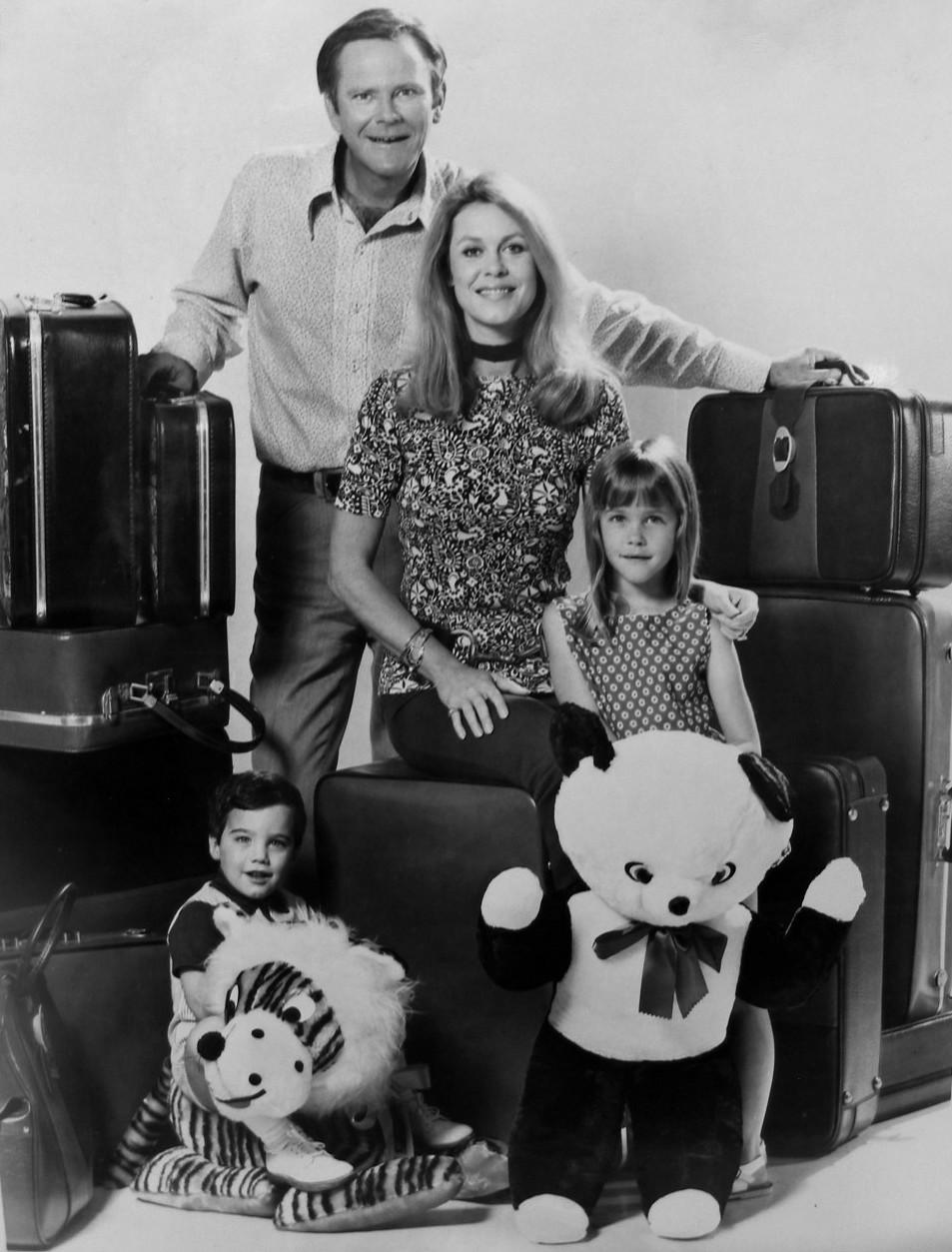
De haut en bas : Dick Sargent (Jean-Pierre), Elizabeth Montgomery (Samantha), Erin Murphy (Tabatha) et David Lawrence au cours de la dernière saison de la série (1971–1972).

Samantha est une jeune sorcière qui, après avoir vécu pendant plusieurs siècles en marge des humains, est tombée amoureuse de Jean-Pierre Stephens (« Darrin Stephens » dans la version originale), un « mortel » qui travaille dans l'agence de publicité McMann & Tate. Elle l'épouse et ils s'installent au 1164 rond point de la mare au fée, dans une ville proche de New-York. 
Le soir de leur nuit de noces, elle se résout à lui apprendre qu'elle est une sorcière : Samantha n'a qu'à bouger le bout de son nez pour lancer un sortilège ! De plus, sa mère, Endora, son père, Maurice, et en fait tous les membres de sa famille, sont aussi des sorcières et sorciers.
À la demande de son mari, qui veut une épouse normale et refuse la magie chez lui, Samantha promet de ne pas utiliser ses pouvoirs et de vivre comme une humaine. Mais cela désespère Endora, la mère de Samantha, qui refuse de voir sa fille vaquer avec plaisir aux tâches ménagères des mortels.
Aussi s'acharne-t-elle tout au long de la série à tenter de démontrer à Samantha l'erreur qu'elle a faite en épousant cet être "inférieur". Elle se lance dans diverses manigances en ensorcelant Jean-Pierre. Il est ainsi tour à tour changé en singe, en chien, en bouquetin, en perroquet, en enfant, en vieillard, avec une tête de cochon, en sorcier, en loup-garou, divisé en deux personnalités, quand il ne se retrouve pas tout bonnement désintégré. Endora influe aussi sur le caractère de Jean-Pierre en le rendant fainéant, hypermnésique, égocentrique, avare, parlant parfaitement italien ou espagnol mais oubliant sa langue maternelle, disant tout haut ce qu'il pense, poli à l'excès, indécis, etc.
Malgré sa promesse, Samantha est donc parfois obligée de recourir à la magie pour sortir Jean-Pierre d'un mauvais pas, ou pour arranger la situation lorsque, à la suite des agissements d'Endora ou d'autres sorciers, la situation entre Jean-Pierre et ses clients tourne à la catastrophe.
Sur un ton léger, la série développe les aventures du couple que forment Samantha et Jean-Pierre, régulièrement en butte aux sortilèges de sa belle-famille. Le ressort scénaristique de nombreux épisodes reposant sur la manière dont Samantha, invoquant ses propres pouvoirs magiques, parvient à rétablir la situation.
Endora n'est pas la seule coupable des déboires de Jean-Pierre. En effet, Maurice, le père de Samantha, est lui aussi opposé à ce mariage, bien que parfois plus compréhensif. La tante Clara est le seul membre de la famille de Samantha à avoir accepté le mariage de sa nièce avec un mortel, car Samantha a toujours été sa nièce préférée et elle a toujours soutenu ses choix depuis des siècles. Cependant, tante Clara, en raison de son grand âge, ne maîtrise plus correctement ses pouvoirs et, en voulant rendre service, cause de nombreuses catastrophes ou fait apparaître des personnages historiques (Benjamin Franklin, la reine Victoria, etc.).
L’oncle Arthur est un plaisantin qui s'amuse à faire des blagues potaches en utilisant ses pouvoirs. La cousine Serena, sosie de Samantha, espiègle et désinvolte, cause bien des soucis à ce pauvre Jean-Pierre. Enfin, Esmeralda, la bonne des Stephens, que Sam appelle dès qu'elle en a besoin, s'entête elle aussi à rendre service, mais ses pouvoirs ne sont pas très puissants et elle cause des catastrophes aussi souvent que la tante Clara. Par exemple, dès qu'Esmeralda éternue, des animaux divers ou des objets apparaissent, voire même des personnages tels que Jules César, dont il est alors difficile d'expliquer la provenance dans une maison du XXe siècle.
Alfred Tate (Larry Tate dans la version originale, diminutif de Lawrence, comme indiqué sur la porte de son bureau) est le patron de Jean-Pierre. Jovial mais envahissant, il s'invite plus d'une fois à l'improviste avec ses gros clients chez Jean-Pierre et Samantha. Prenant systématiquement le parti des clients face à Jean-Pierre, il n'hésite cependant pas à s'approprier ses idées ainsi qu'à régulièrement le  renvoyer. Il a une profonde sympathie pour Endora qui elle-même l'apprécie.
Enfin, les Kravitz, voisins des Stephens, complètent les personnages récurrents de la série. Si Albert Kravitz est un homme tranquille et blasé de la vie de couple avec Charlotte (Gladys dans la VO), sa femme, par contre, est une vraie commère et une espionne invétérée qui s'obstine à vouloir prouver que Samantha Stephens est une sorcière. Mais la pauvre femme passe pour une folle aux yeux de son mari qui trouve le couple Stephens des plus adorables et des plus ordinaires.
Le docteur Bombay, un médecin sorcier, devient récurrent à partir de la saison 6 ; il prescrit des remèdes quand Samantha tombe malade. Ces remèdes ont cependant parfois des effets secondaires inattendus. Son humour concernant son comportement avec ses assistantes ne fait rire personne et Jean-Pierre le traite de charlatan.
Ce couple modèle à l'américaine aura deux enfants le temps de la série. Une fille, Tabatha, qui ne comprend pas encore pourquoi il ne faut pas utiliser ses pouvoirs magiques devant des mortels, et un fils, Adam, qui naît lors de la sixième saison et n'apparaitra que très peu.

## Distribution
- Elizabeth Montgomery (VF : Martine Sarcey) : Samantha Stephens

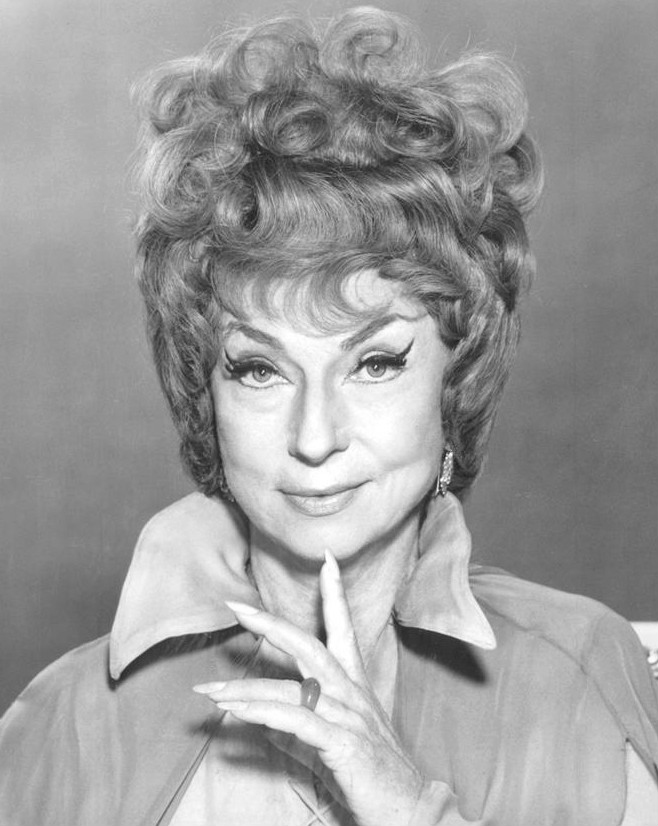
Agnes Moorehead (Endora) en 1969.

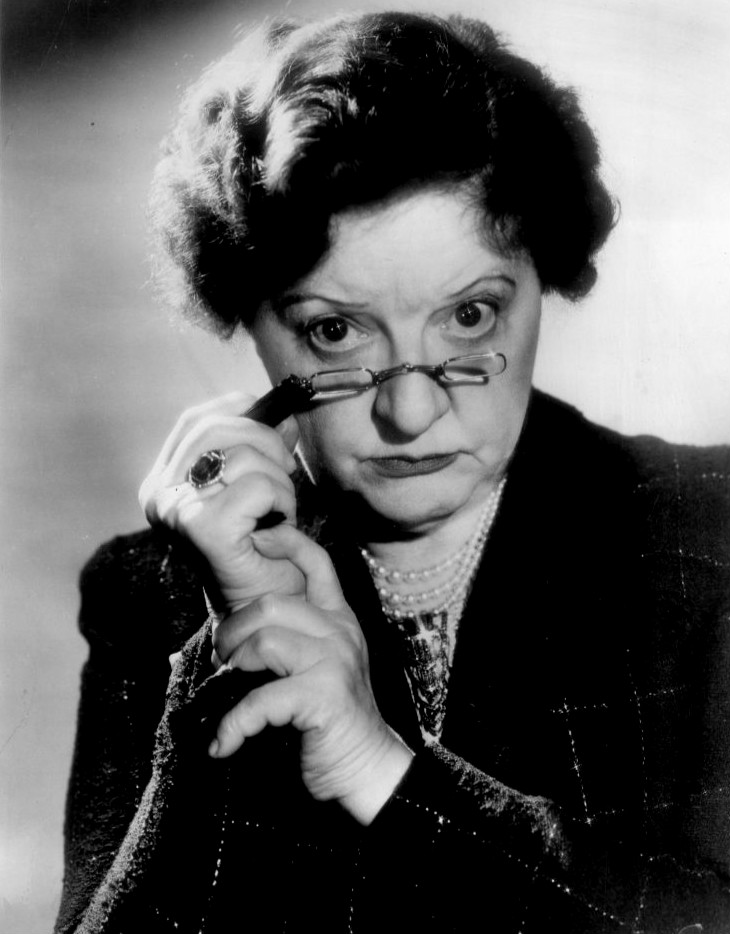
Marion Lorne (tante Clara) en 1957.

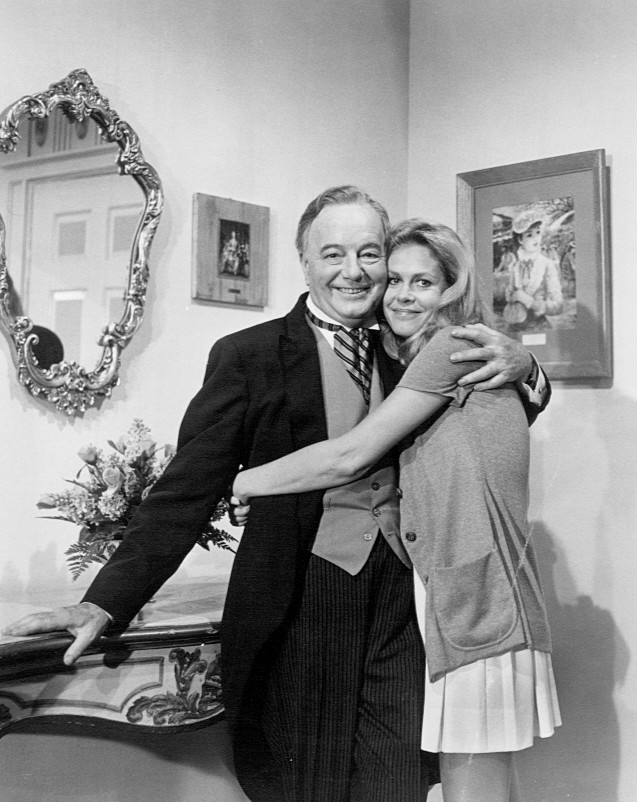
Maurice Evans (Maurice) et Elizabeth Montgomery (Samantha) dans la série en 1971.

- Elizabeth Montgomery puis Pandora Spocks (VF : Martine Sarcey) : la cousine Serena
- Dick York (VF : Daniel Crouet) : Jean-Pierre (Darrin) Stephens (saisons 1-5)
- Dick Sargent (VF : Daniel Crouet) : Jean-Pierre (Darrin) Stephens (saisons 6-8)
- Agnes Moorehead (VF : Lita Recio) : Endora
- David White (VF : Gérard Férat) : Alfred (Larry) Tate
- Erin et Diane Murphy (VF : plusieurs voix dont Marcelle Lajeunesse et Irina Tarassov-Villeret[6]) : Tabatha (Tabitha) Stephens
- David Lawrence : Adam Stephens
- Maurice Evans (VF : Pierre Leproux, Albert Médina, Teddy Bilis et enfin Roger Lumont) : Maurice, le père de Samantha
- Marion Lorne (VF : Henriette Marion) : la tante Clara
- Paul Lynde : Harold Harold, le moniteur d'auto-école (saison 1, épisode 26)
- Paul Lynde (VF : Philippe Dumat, et Jacques Ferrière dans un épisode) : l'oncle Arthur (saisons 2-7)
- Bernard Fox (VF : Jacques Hilling) : Désiré Walberg (Osgood Rightmire), le chasseur de sorcières (saison 2, épisode 29)
- Bernard Fox (VF : Roland Ménard puis Henri Labussière) : le docteur Bombay (saisons 3-8)
- Alice Ghostley (VF : Hélène Tossy) : Noémie (Naomi) Hogan, la bonne (saison 2, épisode 17)
- Alice Ghostley (VF : Paule Emanuele) : Esmeralda
- Alice Pearce : Charlotte (Gladys) Kravitz (saisons 1-2)
- Sandra Gould (VF : Denise Bosc) : Charlotte (Gladys) Kravitz (saisons 3-7)
- George Tobias (VF : Jean-Henri Chambois, Roger Tréville, Jean Michaud et enfin Georges Riquier) : Albert (Abner) Kravitz
- Mary Grace Canfield (en) (VF : Madeleine Barbulée) : Henriette (Harriet) Kravitz (saison 2, épisodes 30-32-34)
- Irene Vernon (VF : Joëlle Janin puis Lily Baron) : Louise Tate (saisons 1-2)
- Kasey Rogers (VF : Lily Baron) : Louise Tate (saisons 3-8)
- Mabel Albertson (VF : Hélène Tossy, et Marie Francey dans deux épisodes) : Phyllis Stephens
- Robert F. Simon (VF : Michel Gudin) : Frank Stephens (saisons 1-3 et 7)
- Roy Roberts (VF : Michel Gudin) : Frank Stephens (saisons 4-6)
- Bernie Kopell : l'apothicaire, et divers rôles (9 épisodes)
- Reta Shaw (VF : Marie Francey dans 3 épisodes sur 4) : la tante Bertha (saison 1) puis Hagatha (saisons 3 et 8)
- Estelle Winwood : la tante Enchantra (saison 3, épisode 3)
- Jill Foster : Betty, la secrétaire de Jean-Pierre (saisons 2-5)
- Reginald Owen (VF : Fernand Fabre) : Ocky, l'amoureux de Clara (saisons 3-4)
- José Ferrer (VF : Michel Gudin - épisode pilote puis Gabriel Cattand - épisodes 2 et 4) : le narrateur (non crédité)

- Version française :
  - Société de doublage : Sonosync[7]
  - Direction artistique : Elie Fabrikant[8]
  - Adaptation des dialogues : Irina Tarassov-Villeret[6]

## Personnages

### Personnages principaux
- Samantha Stephens  : une jeune sorcière et femme au foyer ayant épousé Jean-Pierre Stephens, un mortel. Elle doit se défendre (et défendre son mari) contre les autres sorciers qui refusent de la voir mariée à un mortel (en particulier, sa mère Endora).
- Jean-Pierre Stephens : l'époux de Samantha, employé dans la compagnie publicitaire McMann & Tate. Il subit sans cesse les offenses de sa belle-mère Endora qui lui joue des tours dans son travail, ainsi que dans sa vie de couple. Le personnage n'apparaît pas dans 14 épisodes des saisons 3, 4 et 5, essentiellement en raison des maux de dos chroniques dont Dick York, son premier interprète, souffrait.
- Endora : la mère de Samantha et sorcière particulièrement compétente et expérimentée. Elle est hautaine, fière d'elle-même et déteste les mortels en général, avec une attention spéciale pour son gendre. En vertu d'une clause du contrat liant les producteurs de la série et Agnes Moorehead, cette dernière avait exigé que son personnage, bien que crédité comme principal, n'apparaisse en moyenne que dans 13 épisodes sur 20. Endora n'est donc présente que dans 147 épisodes sur les 254 de la série, bien qu'elle soit créditée au générique de chaque épisode.

### Personnages secondaires
- Tabatha Stephens : première enfant de Samantha et Jean-Pierre, née au cours de la saison 2 (épisode 19), on apprendra ensuite qu'elle a hérité des dons de sorcière de sa mère. Le personnage apparaît dans 117 épisodes dans des rôles de plus en plus développés.
- Adam Stephens : second enfant de Samantha et Jean-Pierre, né au cours de la saison 6 (épisode 5). Il possède lui aussi des pouvoirs de sorcier qui ne sont toutefois confirmés qu'à la saison 8. Le personnage apparaît dans 24 épisodes, dans des rôles très peu développés, quasiment muets.
- Tante Clara : très âgée et dont les pouvoirs de sorcière sont affaiblis, elle rate fréquemment ses tours de magie ou n’arrive pas à les maîtriser, ce qui pose divers problèmes notamment à Jean-Pierre qui en est fréquemment victime. C'est la seule sorcière à accepter et respecter Jean-Pierre. Elle collectionne les poignées de portes, à tel point qu'elle vole sans s'en rendre compte les poignées des maisons qu'elle visite. Elle sera présente dans 28 épisodes jusqu'à la saison 4 (l'actrice meurt à la fin du tournage de la saison 4). Dans les saisons suivantes Esmeralda prendra la place de tante Clara, dans un style différent.
- Serena : cousine et sosie de Samantha (le personnage est également interprété par Elizabeth Montgomery), elle n'aime pas non plus Jean-Pierre, même si, dans les situations urgentes, elle peut lui être favorable. Elle apparaît dans 24 épisodes, dont un seul de la saison 2, et les autres de la saison 4 à la saison 8.
- Dr. Bombay : grand savant qui soigne les sorciers et sorcières de leurs maladies singulières avec des méthodes parfois surprenantes, quelques fois inefficaces ou causant des effets secondaires plus ou moins regrettables. C'est pourquoi Jean-Pierre le considère comme un charlatan. Samantha elle-même est parfois déconcertée par sa désinvolture, ses frasques et son sens de l'humour peu subtile. Le personnage apparaît dans 18 épisodes à partir de la toute fin de la saison 3.
- Esmeralda : sorcière nerveuse, timide et gaffeuse, gardienne des enfants des Stephens, elle cause des catastrophes en formulant mal ses sorts ou même simplement en éternuant. Elle apparaît dans 15 épisodes à partir de la saison 6.
- Maurice : le père de Samantha. Il visite rarement les Stephens, mais paraît plus souple qu'Endora sur l'acceptation de ce mariage entre sa fille sorcière et un mortel, bien qu'il ait voulu supprimer Jean-Pierre lors de sa première visite. Le personnage apparaît dans 12 épisodes.
- Oncle Arthur : oncle de Samantha, il aime la plaisanterie et ne sait rien prendre au sérieux. Il cause ainsi plus d'une fois des situations catastrophiques dont Samantha et Jean-Pierre font les frais. Le personnage apparaît dans 10 épisodes de la saison 2 à la saison 7.
- Alfred Tate : patron de Jean-Pierre et adjoint de McMann. Bien qu'il soit le meilleur ami de Jean-Pierre, son avidité pour l'argent et sa soif de signer coûte que coûte des contrats avec des clients pour augmenter les bénéfices de son agence de publicité créent plus d'une fois des tensions aiguës entre eux. Le personnage apparaît dans 166 épisodes. L'acteur David White qui l'incarne est crédité comme rôle principal à partir des génériques de la saison 6.
- Louise Tate : épouse d'Alfred, elle est la meilleure amie de Samantha. Le personnage, jouée pendant les deux premières saisons par Irene Vernon, puis par Kasey Rogers, apparaît dans 46 épisodes.
- Charlotte Kravitz : voisine de Samantha, elle est curieuse et pipelette, observant par la fenêtre les faits anormaux qui se passent chez les Stephens, ce qui l'affole souvent et l'intrigue au plus haut point. Le rôle fut joué par Alice Pearce, qui décéda d'un cancer pendant la saison 2 et fut remplacée lors des derniers épisodes de la saison par Mary Grace Canfield, laquelle jouera le rôle de la sœur d'Albert gardant la maison des Kravitz, partis voir la mère de Charlotte. À partir de la saison 3, c'est l'actrice Sandra Gould qui reprendra le rôle de Charlotte Kravitz jusqu'à l'arrêt de la série. Le personnage apparaît dans 57 épisodes.
- Albert Kravitz : mari de Charlotte, il est lassé de sa femme et ne l'écoute jamais quand elle lui raconte ce qu'elle a vu chez les Stephens, la pensant victime d'hallucinations. Le personnage apparaît dans 55 épisodes.
- Betty : aimable, souriante et compétente, la secrétaire de Jean-Pierre chez McMann & Tate est maintes fois un témoin étonné, voire bouleversé, par les attitudes, paroles ou comportements étranges de son patron qui découlent le plus souvent d'un sort que lui a jeté Endora. Le personnage apparaît brièvement dans 28 épisodes. Il est joué par 12 différentes actrices, mais à dix reprises par Jill Foster.
- Phyllis Stephens : mère de Jean-Pierre, elle n'aime pas Endora et elle soupçonne que sa bru ne s'occupe pas correctement de son fils. Lors de ses visites annoncées ou impromptues, elle intervient sans gêne pour, dit-elle, améliorer les choses, ce qui met toujours Samantha et Jean-Pierre dans l'embarras. Quand elle est enfin remise à sa place, souvent en étant témoin d'un phénomène surnaturel, ou quand elle subit une contrariété, elle ressent immédiatement une forte migraine dont elle se plaint par des gestes théâtraux. Le personnage apparaît dans 19 épisodes.
- Frank Stephens : père de Jean-Pierre, il est aussi agréable envers Samatha que Phyllis est désagréable. De plus il plaît beaucoup à Endora qui, plus d'une fois, s'amuse à lui faire du charme afin de rendre Phyllis furieuse. Le personnage, joué par alternativement par les acteurs Robert F. Simon et Roy Roberts, apparaît dans 13 épisodes.

## Production

### Genèse
Sol Saks, le créateur de Ma sorcière bien-aimée, s'est inspiré de deux films américains : Ma femme est une sorcière (1942) et L'Adorable Voisine (1958). Dans Ma femme est une sorcière, le personnage interprété par Fredric March est un descendant de ceux qui exécutèrent des sorcières lors du procès des Sorcières de Salem. Pour se venger, une sorcière (jouée par Veronica Lake) lui prépare un philtre d'amour mais elle boit par erreur la potion et tombe amoureuse de son ennemi. Son père est contre leur union. Dans le film L'Adorable Voisine, une sorcière moderne (incarnée par Kim Novak) jette un sortilège de séduction sur l'acteur James Stewart dans le seul but d'avoir une courte aventure avec lui, mais elle finit par s'éprendre réellement de lui.
Ces deux films étaient la propriété du studio Columbia Pictures, qui possédait également Screen Gems, la société qui allait produire Ma sorcière bien-aimée.

### Choix des interprètes

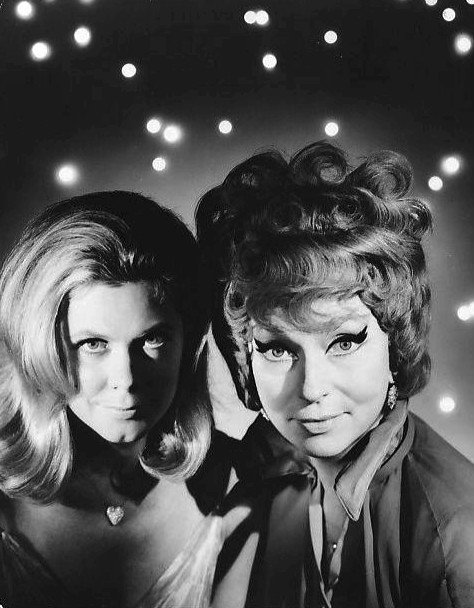
Photographie promotionnelle d'Elizabeth Montgomery et Agnes Moorehead pour la série (1966).

Selon William Froug, le producteur de la troisième année de la série, Elizabeth Montgomery ne pouvait plus supporter Dick York qui était vraiment amoureux d'elle. Lors de leur première rencontre, elle lui a demandé de faire ce qu'il pouvait pour qu'il quitte la série.
Pendant la grossesse d'Elizabeth Montgomery, deux épisodes de la saison 1 ont été remontés puis réutilisés en saison 2 : « J'ai vu le père Noël » bénéficie d'un doublage propre, totalement différent de l'épisode 15 ; en revanche « La Rencontre » n'a jamais été doublée et reste à ce jour le seul inédit en France.
La série invitait fréquemment des acteurs plus ou moins connus pour le rôle des clients de l'agence de publicité McMann & Tate, acteurs qu'on retrouve également en tant qu'invités dans plusieurs autres séries de l'époque, telles que : Jinny de mes rêves, Max la Menace (en tant qu'agent de Kaos ou de Control), Le Prisonnier (dans les rôles du no 2), ou bien quelques années auparavant dans La Quatrième Dimension. À propos de cette dernière série, Dick York joue un premier rôle de Hector B. Poole dans l'épisode Un sou pour vos pensées, épisode 16 de la saison 2, en février 1961, alors qu'Elizabeth Montgomery tient le rôle principal aux côtés de Charles Bronson dans Deux, le premier épisode de la troisième saison en septembre 1961 et Agnes Moorehead, l'unique rôle de l'épisode Les Envahisseurs, épisode 15 de la saison 2, en février 1961.

#### Changements d'acteurs

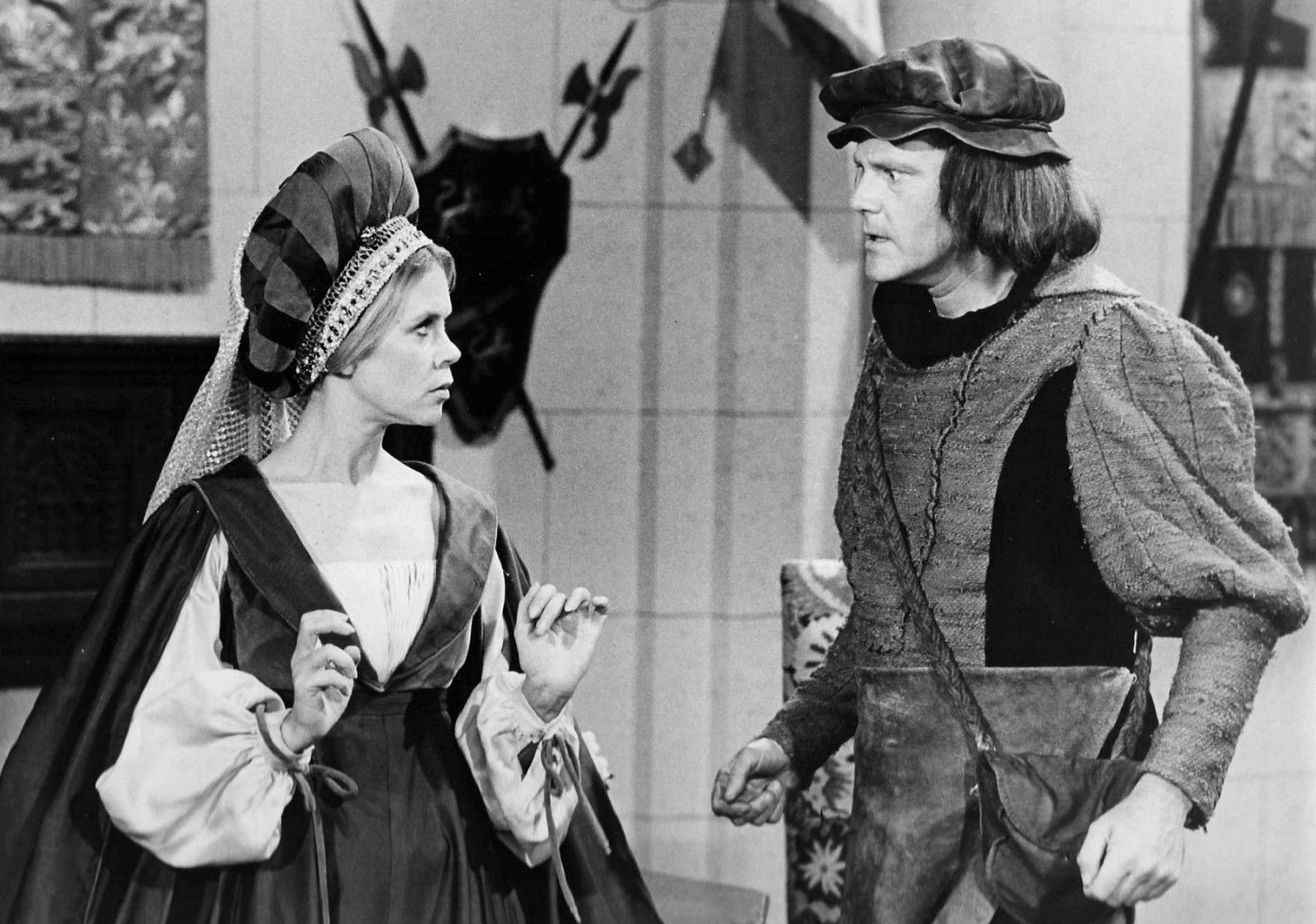
Elizabeth Montgomery et Dick Sargent dans la série (1971).

À la suite de son accident sur le tournage de Ceux de Cordura (1959), Dick York souffre de maux de dos chroniques. Son état s'aggrave au cours de la saison 5, et la production écourte sa prestation. Dans un premier temps, Jean-Pierre part en voyage d'affaires au début d'un épisode pour ne revenir directement qu'à la fin, puis il apparaît allongé sur le canapé.
À la suite d'une forte baisse d'audience, la production décide finalement de remercier Dick York et de le remplacer à partir de la saison 6. Dick Sargent, qui avait refusé le rôle aux prémices de la série, est finalement recruté. Les producteurs comptent sur sa ressemblance avec York pour faire passer la pilule. Cependant son approche différente du rôle de Jean-Pierre ne permettra pas à la série de faire remonter ses audiences.
Mais Jean-Pierre n'est pas le seul à changer de visage au cours de la série. C'est également le cas de Charlotte Kravitz : Alice Pearce décède en 1966, alors que la saison 2 est encore en cours de diffusion, et Sandra Gould la remplace à partir de la saison 3. Au même moment, Irene Vernon cède sa place à Kasey Rogers pour le rôle de Louise Tate.

### Les extérieurs
Les extérieurs de la série furent tournés dans l'un des studios en plein air de la Warner Bros, appelé Le Ranch, qui appartenait précédemment à la Columbia. Ce studio se situe dans le centre de Burbank en Californie et reproduit une rue américaine avec différents types de maisons.
Celle des Stephens, sorte de coquille vide, ne comporte que la façade avec son toit incliné et derrière une sorte de grange de 3 mètres de profondeur, terminée par un simple mur droit en brique qui monte jusqu'au demi-toit. Elle fut accolée à un garage préexistant du temps de la Columbia.
La maison des Kravitz ne se trouve pas en face, de l'autre côté de la rue, mais quelques maisons plus bas, du même côté.
En face de la maison des Stephens, il y a juste un parc et une piscine en plein air qui va servir de lieu de tournage pour nombre de séries. Quelques façades sont célèbres : citons par exemple celle qui fut utilisée pour la demeure des Ewing dans la série Dallas. Les extérieurs de la série Friends furent également tournés dans ce studio, qui comporte dans un parc recréé la fameuse fontaine apparaissant dans le générique.

### Générique
Le générique animé de la série fut créé par Hanna-Barbera Productions.

## Version française
Dans les pays francophones, la série a été adaptée par : Bruno Raymond, Henri Guillaume, Daniel René Chardin (alias Daniel Crouet), Julia Jeanne Émilie Recio (alias Lita Recio), Irène Hélène Fabrikant (alias Irina Tarassov-Villeret) et Georges Couibes (alias Georges Hubert). La version française est réalisée par la Sonosync (Société nouvelle de synchronisation), fondée en 1963 par Élie Fabrikant.
Outre les rires enregistrés, généralement présents dans la VFQ (version française québécoise) et absents dans la VF, les dialogues ont parfois été adaptés pour le public québécois. Par exemple, dans « Sur deux notes » (saison 5, épisode 3), Jean-Pierre s'adresse au professeur de piano de Tabatha, campé par Jonathan Harris :

- À dix dollars la leçon [...], c'est la soupe populaire qui nous attend ! (VF)

- À dix dollars la leçon [...], c'est à l'Œuvre de la Soupe qu'on se retrouvera ! (VFQ)

### Diffusion française
En France, une sélection de treize épisodes de la première saison est diffusée à partir du dimanche 17 juillet 1966 sur la première chaîne de l'ORTF. La deuxième chaîne de l'ORTF prend le relais entre 1969 et 1973, année où les téléspectateurs français découvrent Dick Sargent dans le rôle de Jean-Pierre. Le 19 mai 1970, Ma sorcière bien-aimée est choisie pour conclure le premier numéro d'Aujourd'hui Madame, pour une nouvelle série d'inédits qui sera complétée pendant l'été 1971, sur la première chaîne de l'ORTF. On retrouve également les Stephens en rediffusion à l'hiver 1974 dans La Une est à vous, plébiscités par le public, sans compter les jours où le programme fait office de « bouche-trou », comme ce lundi 24 mars 1975, où la foudre, tombée sur le premier relais, près de Sedan, empêche la bonne diffusion de Midi Première sur TF1. Un peu plus tard cette année-là, Pierre Tchernia propose, dans le cadre de son "Dimanche Illustré" sur Antenne 2, six épisodes oubliés, "sagement rangés dans les tiroirs", depuis la diffusion incomplète du dernier lot acheté en 1973. Ensuite, à l'exception de deux salves de rediffusions, en 1976 et 1977, il faudra patienter une dizaine d'années, jusqu'à l'automne 1987, pour découvrir, toujours sur Antenne 2, la suite et la fin de cette série bien-aimée.
Dès le 20 novembre 1990, Samantha s'invite chaque jour à l'heure du déjeuner sur M6, qui exhume, au gré des rediffusions et des diverses étapes de restauration, de nombreux épisodes inédits jusqu'en novembre 2004. Enfin diffusée dans son intégralité, Ma sorcière bien-aimée est ensuite reprise sur Paris Première (2005-2010), puis sur Téva (2010) et Gulli (2012-2015).
À partir du 4 octobre 2021, la série fait son grand retour sur 6ter, pour la première fois en HD. Dans les faits, les deux premières saisons, colorisées au début des années 2000, restent en SD (et en 4/3) ; la HD (en 16/9) apparaît avec la saison 3, dès le 27 octobre. Au lendemain de cette première diffusion intense en HD, le Groupe M6 annonce qu'il mettra en ligne gratuitement la série culte sur sa plateforme 6play à partir du 10 janvier 2022.
Le 2 décembre 2024, Ma sorcière bien-aimée débarque sur la plateforme de streaming de l'INA : madelen, qui en propose les cinq premières saisons. La série est également disponible sur TF1+ depuis le 24 mars 2025.

### Version remastérisée, colorisation et doublage francophone
- Rires en boîte

Au départ, deux doublages différents ont été réalisés pour Ma sorcière bien-aimée. L'un sans rires enregistrés étant destiné aux pays francophones européens, l'autre avec les rires, mais gardant les mêmes voix françaises, destiné au Canada francophone. L'interprète du personnage de Jean-Pierre ayant changé, l'ORTF n'avait pas acheté les trois dernières saisons à l'époque. Ce qui explique pourquoi ces saisons restées longtemps inédites en France et diffusées dès 1987 sur Antenne 2 comportent des rires. À partir de 1992, à la suite de la première restauration de la série sous la houlette de son producteur historique Danny Arnold, M6 choisit donc de diffuser des épisodes avec ou sans rires, privilégiant la version dont la qualité sonore est la meilleure.
- Générique français

Les nouvelles copies étant faites d'après des masters originaux en 35 mm, alors que le générique français était en 16 mm; le générique français n'a pu être réutilisé. L'introduction sonore au cours de laquelle on entend une voix masculine dire "Elizabeth Montgomery dans : Ma sorcière bien-aimée" est elle aussi abandonnée. En conséquence, Columbia Pictures France a conservé la version originale en ajoutant Ma sorcière bien-aimée sous Bewitched à la demande de M6.
- Colorisation

En 2003, avec la colorisation des deux premières saisons, un important travail de restauration sonore est effectué à partir des bandes magnétiques. Restauration qui ne concerne que ces deux premières saisons, ainsi qu'une poignée d'épisodes couleurs, dont Apprendre à patiner (de la saison 8).
Après leur colorisation, dans ces deux premières saisons, la proportion de personnages aux yeux bleus (d'un bleu « des mers du Sud ») est étonnamment élevée, ainsi d'ailleurs que les objets de cette couleur (mobilier, téléphones, vaisselle, automobiles, vêtements…).

## Autour de la série
- Dans les deux premières saisons, tournées en noir et blanc, l'entrée de la maison des Stephens est ornée d'un imposant chandelier à sept branches. Il sera remplacé ensuite par un tableau.
- Presque chaque épisode se termine par un baiser entre Jean-Pierre et Samantha.
- Le succès de Ma sorcière bien-aimée a poussé NBC, la chaîne concurrente d'ABC, à lancer sa propre série dont le personnage principal serait doté de pouvoirs surnaturels[22]. Ainsi naît en 1965 la série Jinny de mes rêves (I Dream of Jeannie). Il existe de nombreux points communs entre les deux séries (génériques sous forme animée et musique du même style, personnages centraux (Samantha / Jinny) tous deux blonds et essayant (l'une sorcière, l'autre génie) de s'adapter à un monde de mortels, partenaires bruns et mortels). Les similitudes se retrouvent jusque dans les décors, puisque les deux séries étaient tournées à Hollywood dans les mêmes studios. Ainsi, la cuisine d'Alfred et Louise Tate dans l'épisode La Cousine hippie (saison 4, épisode 21) est exactement celle du major Nelson dans les épisodes de Jinny de mes rêves. De même, l'extérieur de la maison du major Nelson est identique à celle des Kravitz, les voisins de Samatha. En outre, dans les deux séries, les intrigues découlent souvent de la confrontation entre le monde des mortels et les effets d'un sortilège ou d'un tour mal géré, ce qui n'a rien d'étonnant puisque certains scénaristes ont signé des scripts pour les deux séries, notamment James S. Henerson, Ron Friedman, Peggy Chantler Dick, Douglas Dick et John L. Greene, ce dernier ayant également signé plusieurs épisodes de Mon Martien favori, dont les intrigues sont recyclées pour Ma sorcière bien-aimée et Jinny de mes rêves. Si, pour lancer des sortilèges, Samantha remue son nez, l'héroïne de Jinny de mes rêves cligne des yeux. Se remarque donc un plagiat manifeste de la part des créateurs de la série Jinny. En dépit de ces similitudes, Ma sorcière bien-aimée, demeurée plus célèbre que sa rivale encore aujourd'hui, obtient au moment de sa première diffusion aux États-Unis une audience supérieure. Ainsi, pendant la saison 1965-1966, Ma sorcière bien-aimée se classe en septième position avec 25,9 % de l'audience, alors que la série Jinny de mes rêves occupe la vingt-septième avec 21.8 %[23].
- Un grand nombre d'Américaines, nées entre 1966 et 1967, sont prénommées « Tabitha » ou « Samantha » en raison de l'immense succès que rencontre la série.
- Le thème musical et l'univers de la série sont souvent utilisés, encore récemment, dans les années 2000, au cinéma, à la télévision et dans la publicité. Citons par exemple l'utilisation du thème musical pour la promotion des plumeaux de la marque Swiffer (septembre 2005) ou en sonnerie du téléphone portable de Nathalie Baye dans le film Passe-passe .

## Récompenses
- Primetime Emmy Awards 1966 :
  - Emmy Award de la meilleure actrice dans un second rôle pour Alice Pearce (à titre posthume, Alice Pearce étant morte pendant le tournage de la deuxième saison).
  - Emmy Award de la meilleure direction d'acteurs pour William Asher.
- Primetime Emmy Awards 1968 :
  - Emmy Award de la meilleure actrice dans un second rôle pour Marion Lorne (à titre posthume, Marion Lorne étant morte pendant le tournage de la quatrième saison).

## Édition en vidéo
En DVD :
- L'intégrale de la saison 1 (août 2005)
- L'intégrale de la saison 2 (novembre 2005)
- L'intégrale de la saison 3 (mars 2006)
- L'intégrale de la saison 4 (janvier 2007)
- L'intégrale de la saison 5 (juillet 2007)
- L'intégrale de la saison 6 (avril 2008)
- L'intégrale de la saison 7 (février 2009)
- L'intégrale de la saison 8 (août 2009)
- L'intégrale de la série (octobre 2009)

## Produits dérivés

### Cinéma
- 2005 : Ma sorcière bien-aimée, film américain de Nora Ephron, avec Nicole Kidman (Samantha), Will Ferrell (Jean-Pierre) et Shirley MacLaine (Endora). Le film reçoit des critiques désastreuses et est un flop aux États-Unis lors de sa sortie.
- 2021 : Sony Pictures Studios annonce la mise en chantier d'une nouvelle adaptation au cinéma, qui sera fidèle à la série culte. Ce film est écrit par Terry Matalas et Travis Fickett, le duo derrière 12 Monkeys, l'adaptation en série de L'Armée des douze singes[24].

### Série télévisée
- 1977 : Tabatha (Tabitha) : série dérivée de Ma sorcière bien-aimée

### Dessin animé
- 1972 : Tabitha and Adam and the Clown Family, dessin animé produit par les studios Hanna-Barbera[25].

### Comic book
- 1965-1969 : Bewitched, adaptation en comic book de la série, publié par Dell Publishing[26].

### Poupée
La société américaine Ideal Toy Company sort en 1965 une poupée mannequin de 31 cm représentant Elizabeth Montgomery en Samantha.

## Dans la culture populaire
Pastiches et mentions à la série dans d’autres œuvres :
- 1989 : Free Spirit (série télévisée)
- 1997 : Teen Angel (série d'animation)
- 1997 : You Wish (en) (série télévisée)
- 1997-2003 : Sabrina, l'apprentie sorcière (série télévisée)
- 2002 : Roswell (saison 3 épisode 11, « J'ai épousé une extra-terrestre ! », « I Married an Alien »)
- 2002 : Charmed (saison 4 épisode 12, « Ma sorcière mal aimée », « Lost & Bound »)
- 2018 : Joueur du Grenier (épisode « HARRY POTTER »)
- 2021 : WandaVision (série télévisée)

## Projet de suite pour les 50 ans de la série
En 2014, la chaîne NBC déclare la mise en place d'une suite de la série Ma sorcière bien-aimée, devant mettre en avant la petite-fille de Jean-Pierre et Samantha Stephens, Daphné. Finalement, le projet n'aboutit pas.